# William Allen (homme politique)
Pour les articles homonymes, voir William Allen et Allen.
William Allen (5 août 1704 - 6 septembre 1780) est un riche marchand britannique installé en Amérique, homme de loi et maire de Philadelphie pendant la période coloniale. Devenu extrêmement riche et puissant, il construit en 1750 à l'extérieur de Philadelphie un manoir dans un vaste domaine rural connu sous le nom de Mount Airy, qui donnera son nom au quartier qui sera graduellement construit alentour, quartier aujourd'hui intégré à Philadelphie. En 1762, il fonde sur ses terres ce qui deviendra Allentown, en Pennsylvanie. Loyaliste, William Allen souhaitait que les colonies adressent leurs griefs au Parlement britannique par des moyens constitutionnels, et il désapprouvait la Révolution américaine et l'indépendance. Resté en Angleterre pendant la guerre d'indépendance, il revient néanmoins finir ses jours en Pennsylvanie.

## Biographie

### Jeunesse
William Allen est né à Philadelphie en 1704, fils du riche négociant William Allen et de son épouse née Budd, Ses parents sont d'origine Scots-Irish, et sont venus de Dungannon, dans le comté de Tyrone, en Irlande. Son père avait établi des liens étroits avec William Penn, le propriétaire de la Pennsylvanie.
Le jeune William est baptisé à la First Presbyterian Church. Il part étudier le droit à l'école de Middle Temple à Londres et rentre à Philadelphie vers 1726.

### Carrière
Grâce à son héritage et à ses investissements dans le commerce, la terre, l'agriculture, l'industrie et (en temps de guerre) l'activité corsaire, il devient l'homme le plus riche de Philadelphie. Il utilise son argent pour soutenir de nombreuses causes d'utilité publique, notamment la construction de la maison de l'État (Independence Hall), la création de l'hôpital de Pennsylvanie, ainsi que de l'Académie et du Collège de Philadelphie (aujourd'hui l'Université de Pennsylvanie). Trois de ses fils - Andrew, James et John - l'ont fréquentée dès son ouverture et ont obtenu leur licence en 1759.

### Engagement public et politique
Avant la révolution américaine, Allen a occupé de nombreuses fonctions publiques, dont celles de conseiller municipal, maire de Philadelphie, secrétaire municipal et député provincial. En outre, il a été soutenu par les propriétaires de la province et a été nommé à un certain nombre de postes judiciaires, comme juge du tribunal des orphelins et des plaidoyers communs ainsi que juge en chef de la Cour suprême de la province de Pennsylvanie. Au début des heurts entre l'administration anglaise et les colons, il prend le parti des colons, mais, légaliste, il essaie d'obtenir des concessions du gouvernement anglais en faisant appel au parlement britannique, ce pour quoi il se rend à Londres.. Très opposé à la Déclaration d'indépendance et, après son adoption, il se retire de la vie publique et reste quelque temps en Angleterre, ses biens américains étant d'ailleurs menacés d'expropriation. (Cette menace sera écartée par le traité de paix entre l'Angleterre et les États-Unis en 1783.)
En politique locale, il est l'un des principaux opposants au parti quaker et donc à la famille de William Penn, dont pourtant son père avait été proche. Il y a aussi une vive inimité entre Benjamin Franklin et lui.

### Autres engagements et intérêts
En 1760 et 1761, William Allen soutient financièrement le jeune peintre pennsylvanien Benjamin West, notamment à l'occasion du voyage que West entreprend afin de se perfectionner en Italie. Celui-ci devient un peintre très en vue et, de 1792 à sa mort en 1820, il sera président de la Royal Academy de Grande-Bretagne. West parlera d'Allen comme "le principal de mes mécènes".
Allen était aussi franc-maçon, membre de la loge no 1 de St. John's, "Moderns", à Philadelphie, connue sous le nom de Tun Tavern Lodge. Nommé Grand Maître provincial de Pennsylvanie, "Moderns", le 24 juin 1731, il est reconnu non seulement comme le premier Grand Maître de la Grande Loge de Pennsylvanie, mais aussi comme le plus jeune, âgé de seulement 26 ans lors de son installation. Il accomplit deux mandats de Grand Maître, le premier de 1731 à 1732, le second de 1747 à 1761.

### Décès
En 1779, il revient à Philadelphie et, en ajoutant un codicille à son testament, il libère ses esclaves à sa mort, qui survient à Mount Airy l'année suivante,.

## Famille et descendance
Le 16 février 1734, William Allen épouse Margaret Hamilton, fille de'Andrew Hamilton, un avocat célèbre. Ils ont ensuite six enfants : John, Andrew, James, William, Anne et Margaret. Comme leur père, les fils Allen se rangent du côté loyaliste lors de la Révolution américaine. Leur nombreuse descendance fournit nombre de personnalités régionales, politiques et militaires.
Anne Allen épousera John Penn, un petit-fils de WIlliam Penn, propriétaire de la province avec un intérêt de 25% et le dernier gouverneur colonial de Pennsylvanie. Elle a vécu avec lui en exil dans le New Jersey pendant l'occupation britannique de Philadelphie, mais ils sont revenus dans cette ville en 1788 et y ont vécu le reste de leur vie.

## Postérité

### Fondation d'Allentown

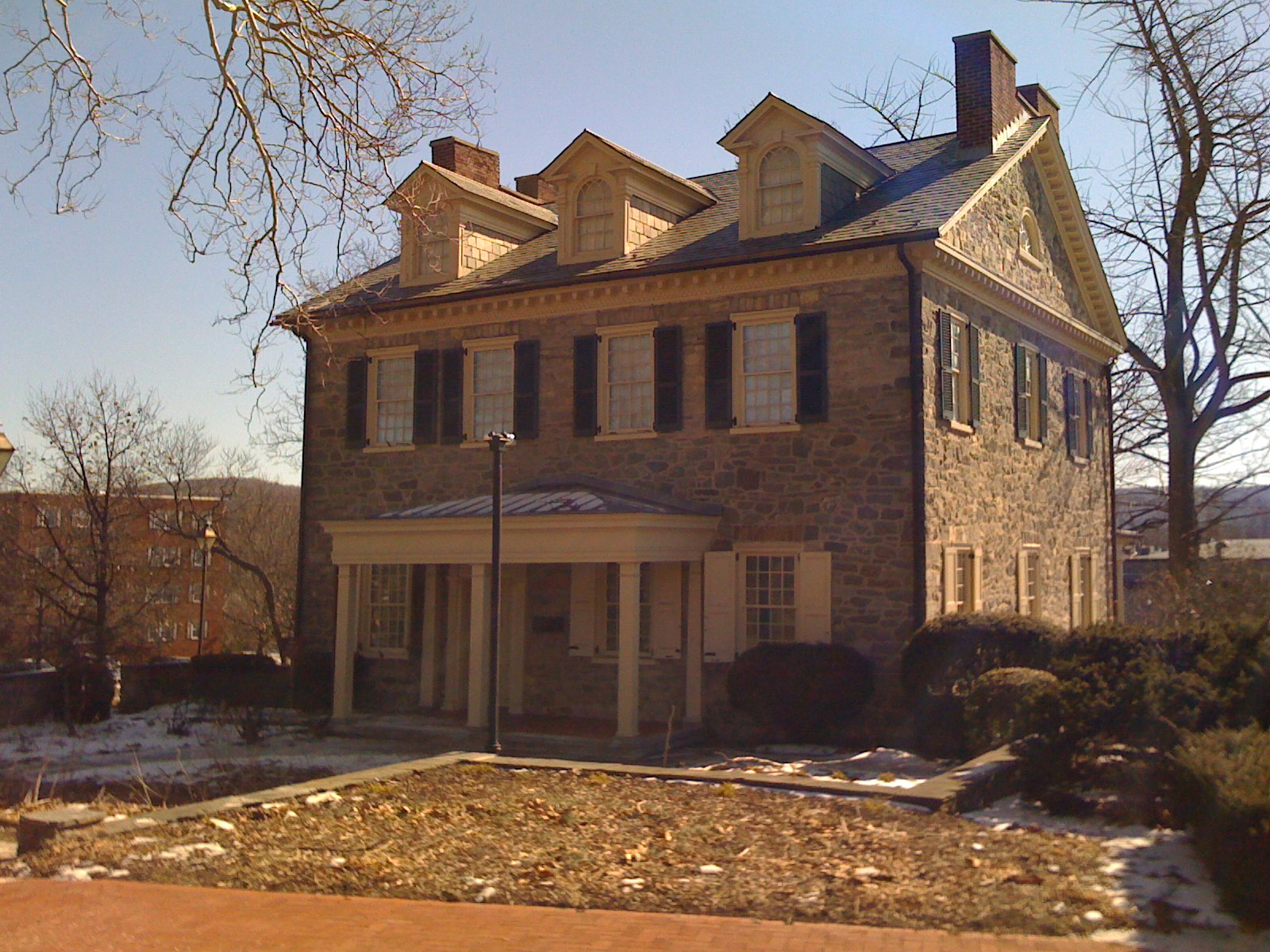
Construit en 1770, Trout Hall est la plus ancienne maison d'Allentown. Elle a été construite par James Allen, fils de William Allen, et, de 1867 à 1905, elle a accueilli le Muhlenberg College.

En 1762, Allen établit le plan d'une nouvelle ville, qu'il a baptisée Northampton Town, sur une partie du terrain de 2 000 hectares qu'il avait acheté en 1735 à son partenaire commercial Joseph Turner, qui l'avait lui-même acheté à Thomas Penn, un fils de William Penn. Allen espérait que cette ville remplacerait Easton, comme siège de Comté de Northampton et qu'elle deviendrait également un centre pour le commerce en raison de son emplacement le long de la rivière Lehigh et de sa proximité avec Philadelphie.
William Allen donne la propriété à son fils James en 1767. Trois ans plus tard, celui-ci y construit une résidence d'été, Trout Hall, près de du pavillon de chasse en rondins construit par son père.
Le 18 mars 1811, une structure de gouvernement local a été créée pour administrer la ville sous le nom de borough (arrondissement) de Northampton Town. Le 6 mars 1812, le comté de Lehigh a été détaché du reste du comté de Northampton, et Northampton Town en a été désignée comme le chef-lieu. La ville a été officiellement rebaptisée "Allentown" le 16 avril 1838, consacrant l'usage populaire établi depuis plusieurs décennies. Une municipalité propre au bourg (town) d'Allentown a été créée le 12 mars 1867. Allentown est aujourd'hui la troisième plus grande ville de Pennsylvanie.

### Mount Airy, Pennsylvanie
En 1750, William Allen fait construire un manoir et un domaine de campagne, appelé Mount Airy, sur l'avenue de Germantown (village aujourd'hui incorporé à Philadelphie). Le quartier construit autour a  pris le nom de Mount Airy (en). Sur ce qui était le domaine de WIlliam Allen se trouve à présent le campus du séminaire luthérien de Philadelphie (en).